# Леве, Эдуар
Эдуар Леве (фр. Édouard Levé, 1 января 1965 – 15 октября 2007, Париж)  — французский писатель, художник и фотограф.

## Биография
Леве был художником-самоучкой и обучался бизнесу в элитной Высшей школе экономических и коммерческих наук. Начал рисовать в 1991. Леве делал абстрактные картины, но бросил это дело (при этом утверждая, что он сжёг большую часть картин) и взялся за цветную фотографию по возвращении из важного для него двухмесячного путешествия по Индии в 1995.
Его первая книга, Œuvres (2002), представляет собой воображаемый  список более 500 несуществующих работ концептуального искусства, хотя некоторые идеи были взяты из поздних проектов, сделанных Леве (например из фотоальбомов Amérique и Pornographie).  
Леве совершил путешествие в США в 2002, написав при этом Autoportrait и делая фотографии для серии Amérique, в которой изображаются маленькие американские города, названные в честь городов из других стран. Autoportrait целиком состоит из бессвязных, не разделённых на абзацы предложений; в этой книге рассказывается об авторских суждениях о самом себе и самоописаниях, "коллекция фрагментов" "литературного кубизма."
Его последняя книга, Suicide, хотя и вымышленная, рассказывает о самоубийстве его друга детства 20 лет назад, которое он также упоминает в "небольшом возмутительном приложении, засунутом беззаботно... в Autoportrait." Леве доставил рукопись издателю, а через 10 дней совершил самоубийство. Ему было 42 года.